# Snæfjallaströnd
Snæfjallaströnd är en strand i republiken Island.   Den ligger i regionen Västfjordarna, i den nordvästra delen av landet, 220 km norr om huvudstaden Reykjavik.